# Antonio Giordano
Antonio Giordano, oder Antonio da Venafro (* 1459 in Venafro; † 1530 in Neapel), war ein italienischer Jurist, Berater des Fürsten von Siena Pandolfo Petrucci und Professor für Recht an verschiedenen italienischen Universitäten.

## Leben
Der Sohn einer einfachen Familie zog nach Siena und besuchte die dortige Universität, wo er sein Studium der Rechtswissenschaften abschloss. Er erwarb sich schnell den Ruf eines Rechtsexperten und wurde gebeten, an der Universität „Recht zu lesen“, so dass er faktisch zum Professor für Recht wurde.
Neben seinen juristischen Studien begeisterte er sich für Literatur, Geschichte und Poesie. Ab 1482 befand er sich in Siena und begann eine Karriere als Dozent für Zivilrecht. Im November 1493 wurde Antonio zum Richter der Appellagioni gewählt. Als solcher wurde er als Vergeltungsmaßnahme von den Männern der Vorhut Karls VIII. verhaftet und gezwungen, ihnen auf ihrem Marsch nach Rom zu folgen. Erst einige Tage später wurde er auf direkten Befehl des Königs freigelassen.
Nachdem er im Jahr 1497 die sienesische Staatsbürgerschaft erhalten hatte, schloss er sich Pandolfo Petrucci, Fürst von Siena, an und wurde sein politischer Berater und zum wichtigsten Mitarbeiter des Fürsten. In dieser Funktion nahm er als Botschafter an verschiedenen heiklen diplomatischen Missionen und Gipfeltreffen mit verschiedenen Staatsoberhäuptern und Päpsten teil und hatte großen Einfluss auf die politischen Entscheidungen des Fürsten von Siena.
Nach dem Tod von Pandolfo Petrucci wurde sein Sohn Borghese sein Nachfolger. Als Borghese Petrucci 1516 vertrieben wurde, kehrte Antonio Giordano nach Venafro zurück und blieb dort bis 1519 im Dienst des Lehnsherrn der Stadt, des Grafen Enrico Pandone. Giordano war Gouverneur und Vikar von Venafro.
Er kehrte nach Neapel zurück und wurde zum Mitglied des „Consiglio Collaterale“ ernannt. König Ferdinand der Katholische ernannte ihn zum „Consigliere Palatino“ und königlichen Rat. In Neapel widmete er sich neben seiner politischen Tätigkeit von 1519 bis 1526 seiner Lehrtätigkeit als Rechtsgelehrter an der Universität in Zivilrecht. Er starb im Alter von 71 Jahren in Neapel und wurde in der Marienkapelle der Kirche Santi Severino e Sossio beigesetzt.

## Zitat bei Machiavelli
Antonio Giordano wird von Niccolò Machiavelli in Kapitel XXII des Fürsten als Beispiel für politische Tugend und Regierungsfähigkeit zitiert.

„Von den Secretarien der Fürsten.
Von nicht geringer Wichtigkeit ist einem Fürsten die Wahl der Räthe: die gut sind oder nicht, nach der Klugheit des Fürsten: wie denn der erste Schluß auf einen Herren und dessen Kopf, sich aus der Betrachtung der Menschen ergiebt, die er um sich hat; und wenn sie tüchtig und treu sind, man ihn immer für weise halten kann, weil er die Tüchtigen zu erkennen und sich treu zu erhalten verstanden hat; da im Gegentheil, wenn sie anders sind, man immer von ihm kein günstiges Urtheil fällen kann; denn den ersten Fehler, den er machte, hat er in dieser Wahl gemacht. Niemand kann den Meßére Antonio von Venafro als Minister des Fürsten von Siena, Pandolfo Petrucci, haben kennen lernen, der nicht den Pandolfo für den klügsten Menschen hätte erklären müssen, daß er just Diesen zum Rathe gehabt. Nun giebt es aber drey Arten von Köpfen: die erste sieht von selbst ein, die zweyte bedenkt was Andre eingesehen, die dritte sieht weder von selber ein, noch auf die Vorstellungen Andrer. Jene erste ist die trefflichste, die zweyte trefflich, die dritte unnütz. Deßhalb Pandolfo nothwendig, wenn er nicht von der ersten Ordnung war, doch in die zweyte gehören mußte: weil allemal, wenn Einer das Gute und Böse, das jemand thut und sagt, zu erkennen die Urtheilskraft besitzt, er, wenn auch selbst ohne eigne Erfindung, die bösen und guten Werke des Rathes erkennt, die einen belobt, die andern straft, und ihn der Rath mit nichten zu hintergehen hoffen darf, und sich brav hält. Wie nun aber ein Fürst den Rath erkennen kann, dafür giebt es folgendes Mittel, das niemals trügt: Sobald du siehest daß ein Rath mehr an sich selbst denkt als an dich, und daß er in allen Handlungen seinen eignen Nutzen sucht, ein solcher wird niemals ein guter Rath seyn, und niemals wirst du ihm trauen können: weil, wer eines Andern Staat in der Hand hat, nie auf sich selber, immer auf den Fürsten bedacht seyn, und ihm nie erwähnen muß was nicht Seine Sachen sind. Und andrerseits muß auch der Fürst, um ihn gut zu erhalten, auf den Rath bedacht seyn, indem er ihn ehrt, bereichert, ihn sich verpflichtet, ihm Würden und Ämter verleiht, damit er einsieht daß er nicht ohne ihn bestehen kann, daß die genügenden Würden, der genügende Reichthum ihn nicht nach mehreren Würden und Reichthum begierig, und die genügenden Ämter den Veränderungen abhold machen. Wenn die Räthe demnach so zu den Fürsten, und die Fürsten so zu ihnen stehen, können sie einander vertrauen: wo nicht, so wird das Ende immer für Einen von Beiden schädlich seyn.“

Er wird von Machiavelli in der Descrizione del modo tenuto dal Duca Valentino nello ammazzare Vitellozzo Vitelli, Oliverotto da Fermo, il Signor Pagolo e il duca di Gravina Orsini, unter den auf der Burg von Magione versammelten Personen als Abgesandter von Pandolfo Petrucci erwähnt. Bei dieser Versammlung wurde die sogenannten Magione-Verschwörung gegen Herzog Valentino organisiert.